# トヨタ・オリジン
オリジン（Origin）は、トヨタ自動車が製造・販売していた限定車である。
車両型式は「JCG17」で、XG10型・プログレの派生車であることを表している。

## 概要
2000年11月にトヨタ自動車生産累計1億台達成の記念車として1,000台限定で発売したものであるが、実際には1,027台とも1,071台とも言われ正確な販売台数は不明。当時販売されていたクラウンよりサイズ的にも精神的にも近かったプログレをベースにし、外観を初代トヨペット・クラウン（RS型）のイメージに近づけてドアも「観音開き」としたパイクカーである。プログレとプラットフォームを共有するブレビスやアルテッツァ、および北米向け（発売当時）であったレクサス・ISとも姉妹車である。

## スタイル・機構
初代トヨペット・クラウン（RS型）をモチーフにしている。基本性能はベースとなったプログレと同じで、センチュリーの生産ラインから厳選された熟練スタッフが製造を担当した。プログレと違い外装全体に曲面が多く、センチュリーと同様の手間がかけられた。設定色はライトグレイッシュブルーマイカメタリックモリブデン、ブラック、ブルーマイカの3色。グレードは1種類のみ。
搭載されるエンジンは直列6気筒3.0 リッターの2JZ-GE型に電子制御フレックスロックアップ付4速ATが組み合わされている。ボディーはプログレよりも全長が60 mm、全幅が45 mm、全高が20 mm長く一回り大きくなっており、モチーフになったクラウンRSの特徴である観音開きのドアやボリューム感豊かなボンネット、グリル等も再現されている。しかしその外見に反し、レーダークルーズコントロール、VSC等の最新技術に基づいた装備が多数施されている。室内はさらに静粛性にこだわっている。
この車も「クラシック」と同様に外装は手作業により制作され、新造部品がほとんどではあるが、内装に関しては基本的にプログレのままで新造部品は少ない。しかし、素材と工作精度にはこだわり、本革シートは縫い目のピッチを変更し、本木目等も専用の高級材質を厳選して使用した。メーターは専用の配色に変更され、プログレと同様に、オプティトロン（自発光式）メーターとなっている。
手作業による部分が非常に多く、プログレの姉妹車というより小型のセンチュリーといった位置づけとも言える。しかし、動力性能をはじめ、基本装備等はプログレ・ウォールナットパッケージと同一である。

## 販売
東京地区車両本体価格は700万円と、同時期のUCF20後期セルシオのC仕様Fパッケージの670万円よりも高価であった。新車登録台数の累計は1063台、2001年3月に生産終了。翌年12月に在庫対応分がすべて完売し、販売終了となった。

## 車名の由来
英語で「起源」の意。

## 販売店
トヨタ系列販売店全店。トヨタが現在の体制になった1982年以降、全チャンネルで販売された初の車種となった。このオリジン以降、全てのチャンネルで販売された車種は存在しなかったが、2009年に発売されたW30型プリウスが、およそ9年ぶりかつ限定販売車種以外では初となる全チャンネル販売となった。